# Giuseppe Sammartini
Giuseppe Baldassare Sammartini (Francesco Gaspare Melchiorre Balsassare — né le 6 janvier 1695 à Milan – mort en novembre 1750 à Londres) est un compositeur baroque et hautboïste italien du XVIIIe siècle, dont le frère cadet est Giovanni Battista Sammartini. Il s'installe à Londres dès 1728, où il se forge une solide réputation d'interprète.

## Biographie
Giuseppe Sammartini est le premier fils d'un hautboïste français installé à Milan, Alexis Saint-Martin. Il apprend l'instrument sans doute de son père et dès 1720, il intègre l'orchestre ducal de Milan. Il quitte définitivement l'Italie en 1728 pour Londres, où il est réputé pour son interprétation au hautbois parfois surnommé sous le nom d'« il Londinese » pour le distinguer de son frère cadet. Après un séjour à Bruxelles où il se produit le 21 mai 1729. À Londres, il joue au sein de l'orchestre du King's Theatre (alors sous la direction de Haendel ou pour des opéras de Giovanni Bononcini qui quitte l'Angletrre en 1732), mais on ignore s'il en était membre permanent ou non. En 1735, Burney le cite pour un air de Polifemo de Porpora, où Farinelli est accompagné « au hautbois par le célèbre San Martini ». De 1736 à sa disparition, il est maître de musique pour la femme et les enfants de Frederick prince de Galles.

## Œuvre
Le style de Giuseppe est à cheval sur la période baroque et classique. Il compose de nombreuses œuvres de musique instrumentale. Ses concertos pour clavecin et pour orgue sont nettement influencés par Haendel. Mais les sonates, ouvertures tripartites à la française et concertos s'affranchissent de la basse continue. Il innove en entrant dans la style galant (notamment menuets et rondos qui annoncent l'ère classique).
En 1776, John Hawkins proclamait qu’il « était un compositeur admirable, dont la musique instrumentale mériterait de figurer aux côtés de celle de Corelli et de Geminiani sans faire la moindre offense à ces derniers. »
La renommée dont jouissait Giuseppe Sammartini comme interprète à Londres pousse certains éditeurs à publier des œuvres de son frère, Giovanni Battista, sous le nom de Giuseppe, ce qui rend difficile l'attribution.
- 12 sonates, concertos et Sinfonias pour flûte à bec et basse continue (ms. Parme, années 1720)
- Sonate a solo e a 2 flauti traversi col loro basso, op. 1 (Londres, chez l'auteur, vers 1735)
- 12 sonates pour flûte traversière et basse continue, op. 2 (Amsterdam, 1736)
- 6 Solos, pour flûte traversière, violon ou hautbois, op. 13 (Londres, Johnson vers 1760)
- 12 sonates pour deux flûtes ou violon et basse continue (Londres, Walsh, 1738)
- 12 sonates, pour 2 violons, violoncelle et clavecin, op. 3 (Londres, Walsh, 1743)
  - 6 concertos grossi, op. 5 (Londres, Walsh, 1747) — arrangements de l'opus 3.
- 6 sonates ou duos pour deux flûtes traversières, op. 1 (Londres, Oswald vers 1750)
- Concerti a 5, pour hautbois et cordes, premier livre (Amsterdam, J. Roger vers 1717)
- 6 concertos grossi, op. 2 (Londres, B. Fortier, 1738)
- 8 Ouvertures, op. 7 (Londres, Walsh, 1752)
- 6 grands concertos pour violon, op. 8 (Londres, Walsh, 1752)
- Concerts pour clavecin ou orgue, op. 9 (Londres, Johnson, 1754)
- 8 ouvertures et 6 Grands concerts in 7 parts, op. 10 (Londres, Johnson, 1756)
- 6 Grands concerts in 7 parts, op. 11 (Londres, Johnson, vers 1756)
- 12 concertos et 6 Menuets (ms. Londres, BM)
- Airs
- Neuf cantates

Un catalogue de ses oeuvres (reconnaissable au sigle "GSM") a été établi en 2020 par B. Laurent.

## Discographie
- Concerti & sinfonie - Conrad Steinmann, flûte ; Ensemble 145, dir. Chiara Banchini (1986, Harmonia Mundi) (OCLC 1085294670 et 659112163)
- Ensemble Caprice et Rebel, Sammartini ; Sonate e Concerti per flauti,(2001, Atma Classique).
- Concertos et Ouvertures - Benoît Laurent ; hautbois ; Les Muffatti, dir. Peter Van Heyghen (2011, Ramée) (OCLC 759381536)
- Concertos pour orgue, op. 9 - La Risonanza ; Fabio Bonizzoni, orgue (juin 2000, Glossa GCD 921505) (OCLC 905662361)
- Teatro del Mondo – Benoît Laurent ; Händel’s musicians G. Sammartini, W. Babell, P.Castrucci, T. Vincent..., Perfect Noise, 2017.
- Sonates pour flûte à bec et basse continue, vol. 1 - Andreas Böhlen, flûte à bec ; Michael Hell, clavecin ; Daniel Rosin, violoncelle baroque ; Pietro Prosser, luth (29 septembre–2 octobre 2018, SACD Æolus Records AE-10306) (OCLC 1154773215) — avec concertos et sinfonias provenant de la bibliothèque Palatine de Parme, le tout composé dans les années 1720, avant son départ pour Londres.
- The 1750 Project ; Serenissima : A musical portrait of Venice around 1726, (2021, Ramée).